# Marie Jean-Eudes
Sor Marie Jean-Eudes (Marie-Bernadette Tellier) nació en 1897 en Saint-Damien, Quebec. Entre 1925 y 1931 estudió en el instituto de botánica de la Universidad de Montreal. Fue alumna del famoso botanista quebequense Marie-Victorin. En 1943 completó una maestría en el mismo instituto sobre la flora de la región de Rawdon en la provincia de Quebec. Durante sus estudios elaboró un herbario constituido de 1 200 especímenes. Éste forma parte, hoy en día, de la colección de la Universidad de Montreal. En 1931, la hermana Jean-Eudes se volvió coordinadora de los Círculos de Jóvenes Naturalistas (Cercles des Jeunes Naturalistes) de la comunidad de las Hermanas de Santa Ana (Soeurs de Sainte-Anne). Además, organizó, en la ciudad de Lachine, un museo de historia natural que legó luego a la escuela preparatoria La Cité-des-Jeunes situada en Vaudreuil (Qc). Después, en 1963 emprendió la redacción de una monografía sobre la organización de los Círculos de Jóvenes Naturalistas que fue publicada en 1981, el mismo año de su fallecimiento.